# Alindao
Alindao est une ville et une commune de la République centrafricaine, chef-lieu de sous-préfecture dans la préfecture de Basse-Kotto. 

## Géographie
La localité est située sur la rive gauche de la rivière Bangui Kété, affluent de l'Oubangui.
Elle se trouve sur la route nationale RN2 à 120 km au Sud-Est de Bambari et à 498 km à l'Est de Bangui.
|              | Bangui-Ketté |          |
| Bangui-Ketté | Alindao      | Guiligui |
|              | Bakou        |          |

## Histoire

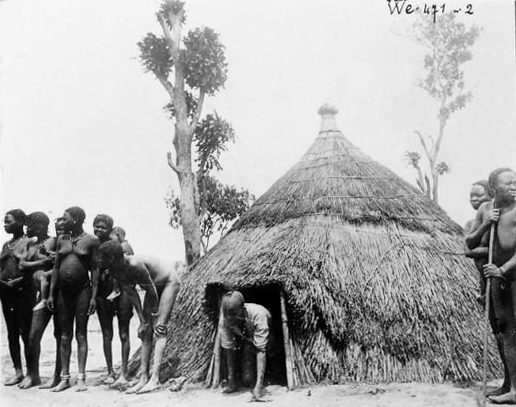
Des cases près d'Alindao en 1924.

La ville est un chef-lieu de subdivision en 1915, jusqu'au 27 février 1919 date à laquelle elle est intégrée à la subdivision de Fouroumbala. La subdivision d'Alindao est rétablie en 1930 est s'étend sur la partie Nord de l'ancienne subdivision.
En 1930, la société cotonnière Kotto installe une usine d'égrenage, cette société devient plus tard la Cotonbangui. En 1936, les Spiritains fondent une mission catholique à Alindao. Le 16 octobre 1946, elle devient un chef-lieu de district. Le 23 janvier 1961, la République centrafricaine indépendante instaure Alindao en sous-préfecture. Dans les années 1962 : Compagnie Cotonnière du Haut Oubangui - Directeur : Guy Traversin. La ville est érigée en commune de moyen exercice le 12 janvier 1968.

## Administration

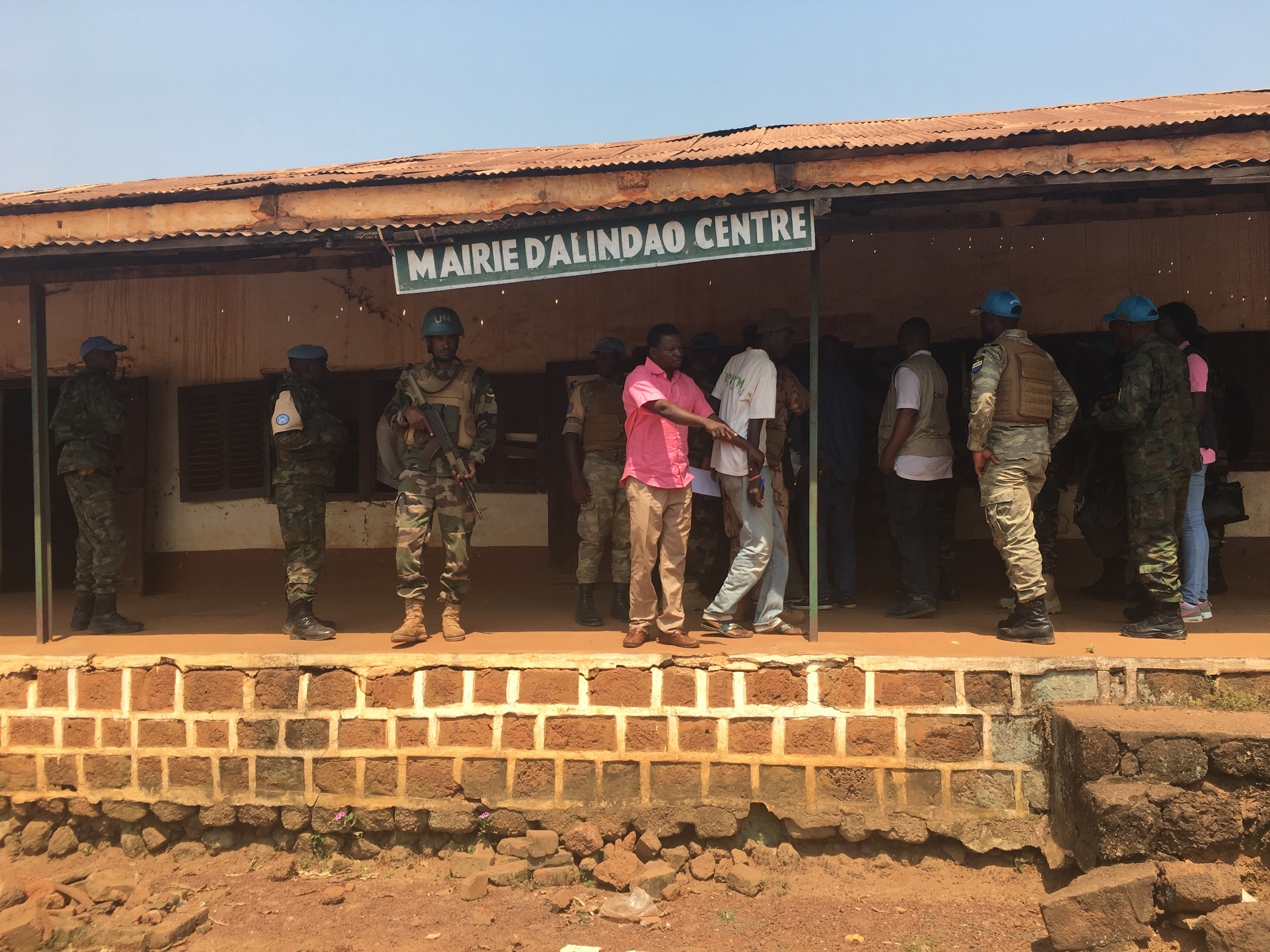
La MINUSCA à la mairie d'Alindao en 2018.

La sous-préfecture d'Alindao est constituée de cinq communes : Alindao, Bangui-Ketté, Bakou, Guiligui, Yambélé-Ewou.

## Éducation
L'école mixte Mandinga et d'autres établissements scolaires publiques privés s'occupent des écoliers du fondamentale 1, et l'enseignement secondaire est assuré par le lycée d'Alindao.

## Réligions
La paroisse catholique du Sacré-Cœur d'Alindao étant établie en 1936, depuis le 18 décembre 2004, la cathédrale du Sacré-Cœur d'Alindao est le siège d'un diocèse catholique institué par division du diocèse de Bangassou, le premier évêque du diocèse est alors nommé. Le diocèse s'étend sur le territoire de la préfecture de Basse-Kotto et compte 5  paroisses. 
Le sabbat est respecté par les fideles de l'Église adventiste du septième jour, cette église faisait partie des premières églises construites par les missionnaires de l'adventisme en Centrafrique.
L'Église Évangélique Élim est aussi présente dans cette localité.

## Économie
L'économie de la ville est fondée sur des cultures vivrières et des cultures de rente (principalement le café), ainsi que la transformation des produits agricoles. La pêche, la chasse, le commerce et l'artisanat font également partie des activités locales.

## Aérodrome
L'aérodrome d'Alindao est rouvert depuis la fin de 2014, après près de 30 ans d'inactivité.
Ce dernier a été réhabilité par le maire de la localité Monsieur Albert Mandago.

## Personnalités
- Alindao est la ville natale de l'écrivain congolais Emmanuel Dongala.
- Albert Mandago: Président de la délégation spéciale de la ville d'Alindao